# Lypha chaetosa
Lypha chaetosa är en tvåvingeart som beskrevs av Aldrich 1934. Lypha chaetosa ingår i släktet Lypha och familjen parasitflugor. Inga underarter finns listade i Catalogue of Life.